# П'єр Сальвадорі
П'єр Сальвадорі́ (фр. Pierre Salvadori; нар. 8 листопада 1964, Туніс) — французький кінорежисер та сценарист.

## Біографія
П'єр Сальвадорs народився в Тунісі 11 листопада 1964 року. У п'ятирічному віці переїхав з батьками до Парижа, де згодом закінчив ліцей і курси кінематографістів Жаклін Шабріє. У складі групи молодих сценаристів працював на телебаченні.
У 1989 році Сальвадорі написав сценарій, за яким у 1993 році дебютував в кіно як режисер повнометражного фільму «Ніжна мішень». Відтоді його фільми неодноразово були номіновані на престижні професійні кінонаргороди та брали участь у міжнародних кінофестивалях. Так, зокрема, фільм Сальвадорі 2018 року «Щось не так з тобою » був представлений у конкурсній програмі Двотижневика режисерів на 71-му Каннському міжнародному кінофестивалі та був відзначений там нагородою Консорціуму письменників і композиторів (SACD) за найкращий фільм. У 2019 році П'єр Сальвадорі був номінований на здобуття Премії «Люм'єр» за найкращу режисуру фільму «Щось не так з тобою » та на три премії «Сезар» за 2018 рік.

## Фільмографія
Режисер, сценарист
| Рік  |     | Назва українською                 | Оригінальна назва        | Режисер | Сценарист |
| ---- | --- | --------------------------------- | ------------------------ | ------- | --------- |
| 1992 | к/м | Домашнє господарство              | Ménage                   | Так     | Так       |
| 1993 |     | Ніжна мішень                      | Cible émouvante          | Так     | Так       |
| 1995 |     | Учні                              | Les apprentis            | Так     | Так       |
| 1996 | т/с | Кохання має бути придумане наново | L'@mour est à réinventer | Так     | Так       |
| 1996 | к/м | Момент                            | Un moment…               | Так     | Так       |
| 1997 |     | Дружина космонавта                | La femme du cosmonaute   |         | Так       |
| 1998 |     | …І не червоніє                    | Comme elle respire       | Так     | Так       |
| 2000 | т/ф | Об'їзд                            | Le détour                | Так     | Так       |
| 2000 |     | Торговці піском                   | Les marchands de sable   | Так     | Так       |
| 2002 |     | Франсиска                         | Francisca                |         | Так       |
| 2003 |     | Тільки після Вас!                 | Après vous…              | Так     | Так       |
| 2006 |     | Фатальна красуня                  | Hors de prix             | Так     | Так       |
| 2009 |     | Дика штучка                       | Wild Target              |         | Так       |
| 2010 |     | Випадковий роман                  | De vrais mensonges       | Так     | Так       |
| 2011 |     | Крутий поворот                    | Itinéraire bis           |         | Так       |
| 2014 |     | Жінка у дворі                     | Dans la cour             | Так     | Так       |
| 2018 |     | Щось не так з тобою               | En liberté!              | Так     | Так       |

Актор
| Рік  |   | Українська назва                                           | Оригінальна назва                                 | Роль         |
| ---- | - | ---------------------------------------------------------- | ------------------------------------------------- | ------------ |
| 1984 | с | Сінематон                                                  | Cinématon                                         | учасник      |
| 1994 | ф | Історія про хлопчика, який хотів би кого-небудь поцілувати | L'histoire du garçon qui voulait qu'on l'embrasse | офіціант     |
| 1997 | ф | Заборонена жінка                                           | La femme défendue                                 |              |
| 1997 | ф | Дружина космонавта                                         | La femme du cosmonaute                            | Булграр      |
| 2005 | ф | Ви сміятиметеся, але я йду геть                            | Tu vas rire, mais je te quitte                    |              |
| 2014 | ф | Макс і Ленні                                               | Max & Lenny                                       | поліцейський |
| 2016 | ф | Планетаріум                                                | Planetarium                                       | Андре Серв'є |
| 2018 | ф | Неможливе кохання                                          | Un amour impossible                               | лікар        |

## Визнання
| Рік                                                                | Категорія                                                         | Фільм                | Результат |
| ------------------------------------------------------------------ | ----------------------------------------------------------------- | -------------------- | --------- |
| Міжнародний кінофестиваль короткометражного кіно у Клермон-Феррані |                                                                   |                      |           |
| 1993                                                               | Спеціальна згадка журі національної програми                      | Домашнє господарство | Перемога  |
| Премія «Сезар»                                                     |                                                                   |                      |           |
| 1994                                                               | Найкращий дебютний фільм                                          | Ніжна мішень         | Номінація |
| 2019                                                               | Найкращий фільм                                                   | Щось не так з тобою  | Номінація |
| 2019                                                               | Найкраща режисерська робота                                       | Щось не так з тобою  | Номінація |
| 2019                                                               | Найкращий оригінальний сценарій                                   | Щось не так з тобою  | Номінація |
| Каннський кінофестиваль                                            |                                                                   |                      |           |
| 2018                                                               | Консорціуму письменників і композиторів (SACD) за найкращий фільм | Щось не так з тобою  | Перемога  |
| Приз Луї Деллюка                                                   |                                                                   |                      |           |
| 2018                                                               | Найкращий режисер                                                 | Щось не так з тобою  | Номінація |
| 2018                                                               | Найкращий сценарій                                                | Щось не так з тобою  | Номінація |
| Премія «Люм'єр»                                                    |                                                                   |                      |           |
| 2019                                                               | Найкращий режисер                                                 | Щось не так з тобою  | Номінація |
| 2019                                                               | Найкращий сценарій                                                | Щось не так з тобою  | Перемога  |
| Кришталевий глобус                                                 |                                                                   |                      |           |
| 2019                                                               | Найкращий фільм — Комедія                                         | Щось не так з тобою  | Номінація |